# Pygommatius imaginus
Pygommatius imaginus är en tvåvingeart som först beskrevs av Scarbrough och Marascia 2003.  Pygommatius imaginus ingår i släktet Pygommatius och familjen rovflugor. Inga underarter finns listade i Catalogue of Life.